# Paihuano
Paihuano è un comune del Cile della provincia di Elqui nella Regione di Coquimbo. Al censimento del 2012 possedeva una popolazione di 4.256 abitanti.

## Società

### Evoluzione demografica
| Censimento del 1992 | Censimento del 2002 |
| 3.772 ab.           | 4.168 ab.           |